# مانزيني
منزيني هي مدينة، في سوازيلاند، تقع في مقاطعة منزيني ، وهي عاصمتها، بلغ عدد سكانها 110,508 نسمة.

## المناخ
يظهر الجدول التالي التغييرات المناخية على مدار السنة لمانزيني:
| البيانات المناخية لـمانزيني       | البيانات المناخية لـمانزيني | البيانات المناخية لـمانزيني | البيانات المناخية لـمانزيني | البيانات المناخية لـمانزيني | البيانات المناخية لـمانزيني | البيانات المناخية لـمانزيني | البيانات المناخية لـمانزيني | البيانات المناخية لـمانزيني | البيانات المناخية لـمانزيني | البيانات المناخية لـمانزيني | البيانات المناخية لـمانزيني | البيانات المناخية لـمانزيني | البيانات المناخية لـمانزيني |
| الشهر                             | يناير                       | فبراير                      | مارس                        | أبريل                       | مايو                        | يونيو                       | يوليو                       | أغسطس                       | سبتمبر                      | أكتوبر                      | نوفمبر                      | ديسمبر                      | المعدل السنوي               |
| --------------------------------- | --------------------------- | --------------------------- | --------------------------- | --------------------------- | --------------------------- | --------------------------- | --------------------------- | --------------------------- | --------------------------- | --------------------------- | --------------------------- | --------------------------- | --------------------------- |
| متوسط درجة الحرارة الكبرى °م (°ف) | 28.2 (82.8)                 | 28.1 (82.6)                 | 27.3 (81.1)                 | 26.0 (78.8)                 | 24.0 (75.2)                 | 22.2 (72.0)                 | 22.0 (71.6)                 | 23.6 (74.5)                 | 25.3 (77.5)                 | 26.4 (79.5)                 | 26.8 (80.2)                 | 27.9 (82.2)                 | 25.6 (78.2)                 |
| المتوسط اليومي °م (°ف)            | 23.0 (73.4)                 | 23.0 (73.4)                 | 22.1 (71.8)                 | 20.1 (68.2)                 | 17.2 (63.0)                 | 15.0 (59.0)                 | 14.6 (58.3)                 | 16.6 (61.9)                 | 18.7 (65.7)                 | 20.5 (68.9)                 | 21.5 (70.7)                 | 22.6 (72.7)                 | 19.6 (67.3)                 |
| متوسط درجة الحرارة الصغرى °م (°ف) | 17.9 (64.2)                 | 17.9 (64.2)                 | 16.9 (62.4)                 | 14.3 (57.7)                 | 10.5 (50.9)                 | 7.8 (46.0)                  | 7.3 (45.1)                  | 9.6 (49.3)                  | 12.2 (54.0)                 | 14.7 (58.5)                 | 16.2 (61.2)                 | 17.3 (63.1)                 | 13.6 (56.4)                 |
| الهطول مم (إنش)                   | 145 (5.7)                   | 133 (5.2)                   | 100 (3.9)                   | 54 (2.1)                    | 26 (1.0)                    | 15 (0.6)                    | 15 (0.6)                    | 19 (0.7)                    | 45 (1.8)                    | 84 (3.3)                    | 119 (4.7)                   | 126 (5.0)                   | 881 (34.6)                  |
| المصدر: Climate-Data.org          |                             |                             |                             |                             |                             |                             |                             |                             |                             |                             |                             |                             |                             |

## أعلام
- بونغاني كومالو
- مسواتي الثالث
- أماندا دو بونت